# Plectrophenax
Plectrophenax là một chi chim trong họ Calcariidae.

## Các loài
Chi này gồm 2 loài:
- Plectrophenax nivalis
- Plectrophenax hyperboreus